# Svalbard Turn FC
El Svalbard Turn Fotballklubb (nombre oficial en idioma noruego) es un club polideportivo de la ciudad de Longyearbyen, archipiélago Svalbard, Noruega. Fue fundado el 6 de septiembre de 1930 por un grupo de estudiantes comunistas. Es más conocido como un club de fútbol aunque también se desempeña en varias disciplinas como gimnasia, atletismo, tiro en miniatura, esquí. Actualmente el club profesional de fútbol se encuentra en la 3. Divisjøn profesional, cuarto nivel de la liga de fútbol de noruega.

## Historia
Svalbard Turn fue fundado el 6 de septiembre de 1930. Sin embargo, hay evidencia de que los deportes se practicaron más o menos organizados desde 1916. Ya desde 1920 existe una asociación llamada Longyearbyen Ski Club, que también se llama Svalbard Sports Club. En ese momento, el interés por esquiar y saltar era grande. A partir de 1930 llegaron los mineros con mayor amplitud en los deportes y el equipo de esquí de Longyearbyen pasó a ser Svalbard Turn, el equipo deportivo que ahora cubriría varias actividades, como gimnasia, atletismo, tiro en miniatura y fútbol.
Desafortunadamente, gran parte de la documentación anterior a la guerra se perdió durante la Segunda Guerra Mundial, pero en los primeros días se documenta el papel que tuvo Svalbard Turn para los mineros, tanto física como mentalmente.

### Conflictos con la ANF
Durante la Primera Guerra Mundial y la Segunda Guerra Mundial, varios directivos del club participaron directa o indirectamente, lo cual causó problemas posteriores con la asociación noruega de fútbol, que decidió no contar sus títulos oficialmente hasta el 2025. Ese año sus títulos se sumarán oficialmente al fútbol noruego.[cita requerida]

#### Guerra con Israel
En 2021 los directivos de Svalbard Turn FC decidieron no apoyar y declarar guerra a Israel.

#### Comunismo
En Noruega Svalbard Turn FC es un club muy odiado por apoyar directamente al comunismo y sus ideas, al punto de que su máximo inversor es el banco comunista chino.

## Organigrama deportivo

### Altas y bajas 2024-25
| Altas              | Altas         | Altas              | Altas          | Altas      |
| Jugador            | Posición      | Procedencia        | Tipo           | Costo      |
| ------------------ | ------------- | ------------------ | -------------- | ---------- |
| Pierr Jhonson      | Defensa       | FC BATE Borisov    | Traspaso       | 3.000.00 € |
| Nikita Zullo       | Defensa       | Benevento          | Traspaso       | 2.500.00 € |
| Rhyan Bruk         | Defensa       | Vålerenga Fotball  | Cesión         | ? €        |
| Edin Ferraro       | Mediocampista | S.S. Lazio         | Cesión         | ? €        |
| Ander Trespalacios | Mediocampista | Deportivo Saprissa | Cesión         | ? €        |
| Luizito Jr         | Delantero     | FC Ararat Moscú    | Regreso cesión | ? €        |
| Antoine Lala       | Delantero     | Pumas U.N.A.M.     | Traspaso       | 4.000.00 € |

| Bajas                | Bajas         | Bajas             | Bajas      | Bajas      |
| Jugador              | Posición      | Destino           | Tipo       | Cobro      |
| -------------------- | ------------- | ----------------- | ---------- | ---------- |
| Thomás Zinchenko     | Mediocampista | FC Viktoria Plzeň | Traspaso   | 6.500.00 € |
| Ezequiel Toledo      | Mediocampista | Salernitana 1919  | Traspaso   | 2.000.00 € |
| Gastón Pérez         | Mediocampista | Melbourne City    | Fin Cesión | ? €        |
| Christensen Blomster | Delantero     | Legia Warszawa    | Fin Cesión | ? €        |
| João Paulo           | Delantero     | Chapecoense       | Fin Cesión | ? €        |
| Jordi Kabayé         | Delantero     | Cotonsport Garoua | Fin Cesión | ? €        |
| Fred Buhagiar        | Delantero     | Rubin Kazán       | Traspaso   | 3.200.00 € |

## Palmarés

#### Torneos nacionales (12/8)
| Competición nacional  | Títulos                       | Subcampeonatos          |
| --------------------- | ----------------------------- | ----------------------- |
| Organizados por NFF   |                               |                         |
| 3 Divisjøn (5/4)      | 1959, 1978, 2015, 2020, 2024. | 1988, 2008, 2019, 2021. |
| Copa de Noruega (4/2) | 1999, 2003, 2019, 2020.       | 2007, 2021.             |
| Superfinalen (3/2)    | 1997, 2000, 2006.             | 2014, 2019.             |

## Rivalidades
Su máximo rival es el Slevangrajuk Turn FK con quien disputa el "Derbi Stalingrado".
Su derbi nació tras una disputa entre comunistas y anticomunistas en Svalbard en 1932.

### Historial
Svalbard Turn y Slevangrajuk Turn se han enfrentado 79 veces;
- 42 victorias para Svalbard Turn
- 11 empates
- 26 victorias para Slevangrajuk Turn

#### Enfrentamientos en copas
Se enfrentaron 5 veces en copas nacionales;
- 4 victorias para Svalbard Turn
- 1 victoria para Slevangrajuk Turn

En 16.os de final de la Norgescup 1976 donde el Slevangrajuk Turn ganó la ida (1-0) y la vuelta (0-1) para un global de: Svalbard Turn 0-2 Slevangrajuk Turn.
En octavos de la Norgescup 2012 donde Svalbard ganó la ida (4-2) y la vuelta empató (1-1) para un global de: Svalbard Turn 5-3 Slevangrajuk Turn
En cuartos de la Norgescup 2013 donde Svalbard Turn ganó la ida (2-1) y la vuelta perdió (2-1) donde pasaría Svalbard Turn en penales (1-3) para un global de: Slevangrajuk Turn 3(1)-(3)3 Svalbard Turn
En semifinales de la Norgescup 2014 Donde Slevangrajuk Turn ganó la ida (4-1) y perdió la vuelta (0-4) para un global de: Slevangrajuk Turn 4-5 Svalbard Turn
El último enfrentamiento mano a mano entre estos clásicos rivales fue en 2015 donde se encontraron en la final de la Norgescup 2015 y ganó Svalbard Turn 3-0 y coronó su último título hasta el momento.